# Авиалесоохрана
«Авиалесоохрана» — российская государственная организация, занятая авиационной охраной лесов от пожаров, контролем за противопожарным и санитарным состоянием лесов. Подведомственно Рослесхозу.
Специалисты «Авиалесоохраны» создавали систему авиационной охраны лесов от пожаров в Республиках Монголия и Куба.

## История
- 7 июля 1931 года, в рамках первой авиационной экспедиции для проведения экспериментальных полётов по охране лесов от пожаров в Нижегородской область и (район станции Урень), состоялся первый полёт на самолёте У-2 (ПО-2) с целью обнаружения лесного пожара. В состав экспедиции вошли руководитель лесоавиационной секции Ленинградского научно-исследовательского лесного института (ныне  Санкт-Петербургский научно-исследовательский институт лесного хозяйства) Г. Г. Самойлович, сотрудники С. П. Румянцев, Г. В. Стадницкий, В. В. Антипин. Эта дата считается началом авиационной охраны лесов, днем рождения «Авиалесоохраны»[1].
- В 1932 году в Шатурском районе Московской области под руководством А. М. Симского проводятся опыты по авиахимической борьбе с лесными пожарами (тушение пожаров с воздуха химическими бомбами и сброс на них растворов химикатов), впервые применен аэросев семян. Сибирской экспедицией опробовано опыление зараженных участков тайги против сибирского шелкопряда[2].
- в 1934 году опубликована «Инструкция по воздушной охране лесов от пожаров», составленная С. П. Румянцевым на основе результатов работ первых экспедиций. Она предусматривала особенности и преимущества нового дела, его метод и организацию, подготовку картографического материала, связь, подбор и обустройство аэродромов, нормы работ т. д.[2]
- В 1934 году, под руководством П. П. Серебренникова (ЦНИИЛХ, ныне Всероссийский научно-исследовательский институт лесоводства и механизации лесного хозяйства, ВНИИЛМ), в Егорьевском районе Московской области в целях тушения лесных пожаров впервые применены взрывчатые материалы[2].
- В 1934 году, под руководством Г. А. Мокеева (НИИ леса в Ленинграде), проведены первые опыты по высадке парашютистов со средствами пожаротушения к местам лесных пожаров. Первоначально парашютисты-пожарные высаживались у населённых пунктов для извещения местного населения о лесных пожарах и его мобилизации для борьбы с огнём. Они же осуществляли руководство тушением[2].
- В 1952 году на смену самолётам ПО-2 и Ш-2 пришёл многоцелевой самолёт Ан-2, который и по настоящее используются в системе авиационной охраны лесов. В 1957 году, после завершения опытных полётов по отработке прыжков с самолёта Ан-2, стало возможным осуществление тушения лесных пожаров силами авиационной пожарной службы самостоятельно (Ан-2 нёс на борту до 10 парашютистов-пожарных). Десантирование парашютистов-пожарных к месту тушения лесного пожара в момент его обнаружения значительно сократило время его ликвидации. Снизился процент крупных пожаров[2].
- С 16 по 24 августа 1954 года в Загорске прошли первые испытания вертолёта Ми-4 для выполнения задач по обслуживанию лесного хозяйства. В ходе испытаний отработаны вопросы использования вертолёта Ми-4 для авиапатрулирования лесов, высадки десанта к местам лесных пожаров и технология возврата людей в авиаотделения. Появилась новая специальность — десантник-пожарный. Доставка к месту пожара осуществлялась вертолётами, которые совершали посадки на подобранные с воздуха площадки[2].
- 18 марта 1958 года органом управления всех созданных баз авиационной охраны лесов (Дальневосточной, Забайкальской, Западно-Сибирской, Западно-Уральской, Иркутской, Красноярской, Приморской, Северной, Уральской, Якутской) становится Центральная авиабаза. С 1 июля 1959 года Центральная база передана в ведение Главного управления лесного хозяйства и охраны леса при Совете Министров РСФСР, охраняемая площадь составила 547 млн га (леса РСФСР, БССР, УССР)[2].
- 22 июня 1962 года завершены испытания специального спускового устройства барабанного типа (СУ-Б) для беспарашютного десантирования с вертолёта при зависании над прогалинами лесом, появилась возможность доставлять людей и грузы непосредственно к кромке лесного пожара. СУ-Б находился на вооружении десантников-пожарных вплоть до 1978 года, когда инженером научно-технической лаборатории Н. Пушкаревым, было разработано спусковое устройство роликового типа (СУ-Р), отличавшееся большей безопасностью. СУ-Р успешно используется по настоящее время[2].
- В 2005 году разработана и введена в эксплуатацию информационная система дистанционного мониторинга лесных пожаров Рослесхоза (ИСДМ-Рослесхоз). Работы по созданию этой системы велись консорциумом институтов Российской академии наук, Рослесхоза, Росгидромета и других организаций при участии Авиалесоохраны. Система ИСДМ-Рослесхоз работает в масштабе всей страны в режиме реального времени с использованием спутниковых данных, данных системы грозопеленгации и ГИС-технологий для формирования ежедневной отчётности и принятия управленческих решений[2].
- В 2007 году базы авиационной охраны лесов — филиалы ФБУ «Авиалесоохрана» — ликвидированы. Вместо них в субъектах организованы специализированные государственные бюджетные или автономные учреждения по тушению лесных пожаров, подведомственные органам исполнительной власти субъектов Российской Федерации[2].

## Функции
Согласно положениям Лесного кодекса (федеральный закон от 4 декабря 2006 года № 200-ФЗ), ФБУ «Авиалесоохрана» выполняет функции
- Мониторинг пожарной опасности и последствий пожаров.
- Участие в контроле за использованием органами государственной власти субъектов Российской Федерации переданных полномочий в области лесных отношений.
- Оценка эффективности использования субвенций, выделенных субъектам Российской Федерации на осуществление переданных полномочий в части охраны лесов от пожаров.
- Лесопожарный мониторинг лесного фонда на территории Московской области.
- Подготовка и переподготовка специалистов в области мониторинга и охраны лесов.
- Выполнение работ по развитию авиалесоохранных технологий и участие в международном сотрудничестве.

## Руководство
- Данилин Николай Дмитриевич — 18.03.1958 — 30.05.1960
- Подольский Вячеслав Васильевич — 01.06.1960 — 03.05.1973
- Андреев Николай Алексеевич — 04.05.1973 — 02.10.2000
- Ковалев Николай Алексеевич — 02.10.2000 — декабрь 2011 года
- Калинин Андрей Викторович — декабрь 2011 — июль 2015 года
- Гришин Владимир Евгеньевич — с июля 2015 года по февраль 2017 года
- Акбердин Виталий Викторович — с февраля 2017 года по ноябрь 2019
- Кривошеев Николай Павлович — с 20.04.2020 по настоящее время[4]

## Организация работы по тушению лесных пожаров
- Летчик-наблюдатель — специалист лесного хозяйства, окончивший курсы по подготовке лётчиков-наблюдателей в Авиационном учебном центре при ФБУ «Авиалесоохрана», получивший квалификацию лётчика-наблюдателя гражданской авиации и выполняющий в составе лётного экипажа воздушного судна самолётовождение в целях авиационной охраны лесов.
- Десантник-пожарный — специально подготовленный работник для тушения лесных пожаров и выполнения других заданий авиалесоохраны, доставляемый к местам работ на вертолётах со спусковыми устройствами.
- Парашютист-пожарный — работник, специально подготовленный для тушения лесных пожаров и выполнения иных работ, связанных с авиалесоохраной, доставляемый к местам работ с помощью самолёта и парашюта.

### Развитие техники авиатушения
- Летом 1932—1933 годов ВНИИ сельского хозяйства провел первые опытные работы по тушению пожаров авиахимбомбами и созданию огнезадерживающих полос с помощью водных растворов химикатов, выливаемых из специального бака, установленного на самолёте У-2. Результат был отрицательный, но перспектива технологии стала очевидна. С 1935 года в продолжение опытных работ задействован самолёт П-5 с баком 600 литров.
- В 1941 году испытан принципиально иной вид пожарной авиабомбы-авиахимогнетушитель ёмкостью 30 литров химраствора. При достижении бомбы земли, раствор разбрызгивался вокруг в радиусе 10 метров.
- С середины 1940-х и до 1953 года испытывались «стеклянные капли» — тонкостенные стеклянные шары-ампулы, которые были способны последовательно создать на земле смоченную полосу.
- В 1948 предпринята попытка создания минерализованных огнезадерживающих полос путём сбрасывания серии мелких фугасных бомб (с зарядом взрывчатки 350 грамм). В итоге от этой идеи отказались.
- В 1950-е годы был сконструирован для испытаний на самолёте авиапожарный опрыскиватель АПО. Прибор имел бак на 1000 литров водного раствора. Вода выбрасывалась в полёте под давлением в 6 атмосфер.
- С 1951 года в Северо — Западной авиабазе «Авиалесоохраны» АПО применялся в опытных условиях, а в 1953—1954 годах в производственных. Был сделан важный вывод: для достижения положительного эффекта при непосредственном тушении огня необходимо создавать смоченную полосу под пологом леса с дозировкой не менее 2 л/м².
- В 1963 году по техническому заданию ЛенНИИ лесного хозяйства, «Авиалесоохрана» и НИИ гражданской авиации был создан лесопожарный вариант самолёта на базе гидросамолёта Ан-2В. В поплавки самолёта вмонтированы 2 бака по 500 литров, которые заполнялись при глиссировании по водной поверхности. Ан-2ПВ. Дал положительные результаты при тушении низовых пожаров в насаждениях с полнотой до 0,8 в рединах и на открытых участках. Появилось понимание трудности эксплуатации амфибий. Получен важный показатель, характеризующий эффективность любого авиационного тушения — цикл, то есть время проведения воздушной атаки по формуле «слив — заправка — слив». Чем меньше этот показатель, тем выше производительность (эффективность) тушения. На основе этого получили импульс на развитие вертолётные технологии тушения. Ещё в 1955 году проводились испытания лесопожарной версии вертолёта Ми-4, оборудованного горизонтальным стволом тушения. Систему посчитали бесперспективной.
- В 1965 году проведены испытания очередной лесопожарной версии Ми-6 с системой, размещенной внутри салона на 4 тонны воды.
- С 1971 года активно испытывалось водосливное устройство (ВСУ-5A) объёмом 420 литров для вертолёта Ка-26.
- В 1976 году испытаны ВСУ-5A на 5 тонн для вертолёта Ми-6. Наконец, с 1977 года получило широкое распространение металлическое ВСУ-5A для вертолёта Ми-8Т, которое впоследствии было заменено одним из лучших в своем классе мягким ВСУ-5, созданным при участи ПАНХ и Центральной авиабазы «Авиалесоохрана» в 1996 году.
- В начале 1990-x годов были проведены первые опыты по тушению пожаров с воздуха самолётами-танкерами Ан-26П, Ан-32П. было разработано специальное сливное оборудование для тушения лесных пожаров с воздуха на самолётах Ан-2. Малые скорости и высота слива позволяют даже небольшой объём жидкости «положить» с высокой точностью и эффективностью. В этот же период военные противолодочные самолёты-амфибии Бе-12 модернизируются в лесопожарный вариант, когда пр одной заправке топливом в зависимости от удаленности от водоема можно сделать до 30 сливов воды на один пожар. На одном из самолётов Бе-12П-200 были отработаны технологии и сливная система, которые затем использовали на новом самолёте-амфибии Бе-200. С участием «Авиалесоохраны» в середине 1990-x годов было разработано современное водосливное устройство ВСУ-5A для вертолётов с электрическим управлением слива. В 1999 году ВСУ-5A получило серебряную медаль на XX международной выставке в Брюсселе.
- С 2001 года в технологию работ начинают внедрять систему подачи смачивателей и пенообразователей в ВСУ-5A в полёте СПС-1. Подача в воду специальных пенообразователей значительно увеличивает смачивающие свойства воды, повышая эффективность тушения. В этот же период разрабатываются новые огнетушащие составы авиационного и наземного применения.

## Воздушный флот
В состав воздушного флота «Авиалесоохраны» входит 1 вертолёт R-44-II. ФБУ «Авиалесоохрана» имеет сертификат эксплуатанта для осуществления авиационных работ № АР-07-19-030 от 30 декабря 2019 года.